# Arie van Erk
Arie van Erk (Bergambacht, 31 oktober 1957) is een Nederlands ambtenaar, politicus en bestuurder. Hij is partijloos.

## Levensloop
Van Erk ging na de middelbare school aan de slag als ambtenaar. Na de militaire dienstplicht en via avondopleidingen aan de Bestuursacademie en diverse managementtrainingen werd hij leidinggevende in de gemeente Vlist.
Van Erk werd voor Gemeentebelang Bergambacht in 1994 gemeenteraadslid en fractievoorzitter van Bergambacht. Hij werd in 2002 wethouder en locoburgemeester. Op 1 september 2005 werd hij er waarnemend burgemeester.
Vanaf 2 december 2014 was Van Erk burgemeester van Hillegom. Op 30 maart 2022 werd hij waargenomen door Bram van Hemmen. Op 1 november 2024 ging hij als burgemeester van Hillegom met pensioen.

## Trivia
- Het waarnemerschap van 9 jaar in Bergambacht is het langste waarnemerschap van Nederland.
- Zowel in 2006, 2009 als 2017 won hij het Nederlands kampioenschap wielrennen voor Burgemeesters.